# Casa Lucio
Casa Lucio és un restaurant al carrer de la Cava Baja de Madrid. El seu fundador va ser Lucio Blázquez, popularment Lucio, que va recuperar cert estil castellà del segle xix tot i haver inaugurat el local el 1974. El local ocupa el mateix emplaçament que l'històric Mesón del Segoviano.